# Добрынин, Владимир Алексеевич
Владимир Алексеевич Добры́нин (27 мая [8 июня] 1895, Москва — 1978, Москва) — советский конструктор авиационных двигателей. Лауреат Сталинской премии первой степени.

## Биография
Родился 15 (27 мая) 1895 года в Москве.
В 1915—1918 годах служил в армии. Окончил МВТУ имени Н. Э. Баумана (1926).
- 1926—1930 — конструктор НАМИ
- 1931—1934 — начальник сектора конструкторского отдела ЦИАМ
- 1934—1935 — главный конструктор Московского авиамоторного завода имени М. В. Фрунзе.
- 1934—1939 — главный конструктор КБ,
- 1939—1941 — заместитель начальника КБ-2 МАИ имени С. Орджоникидзе, Москва.
- 1941 — главный конструктор Воронежского завода.
- 1941—1960 — главный (с 1956 года генеральный) конструктор Рыбинского КБ моторостроения (РКБМ).

Обеспечивал подготовку двигателей для беспосадочных перелетов экипажей В. П. Чкалова и М. М. Громова (1930-е годы).
В 1940—1950-х годах создал несколько образцов поршневых и турбореактивных двигателей для самолётов А. Н. Туполева и В. М. Мясищева, в том числе комбинированный двигатель ВД4К (1951) — в то время самый мощный и экономичный поршневой двигатель.
Доктор технических наук (1960).

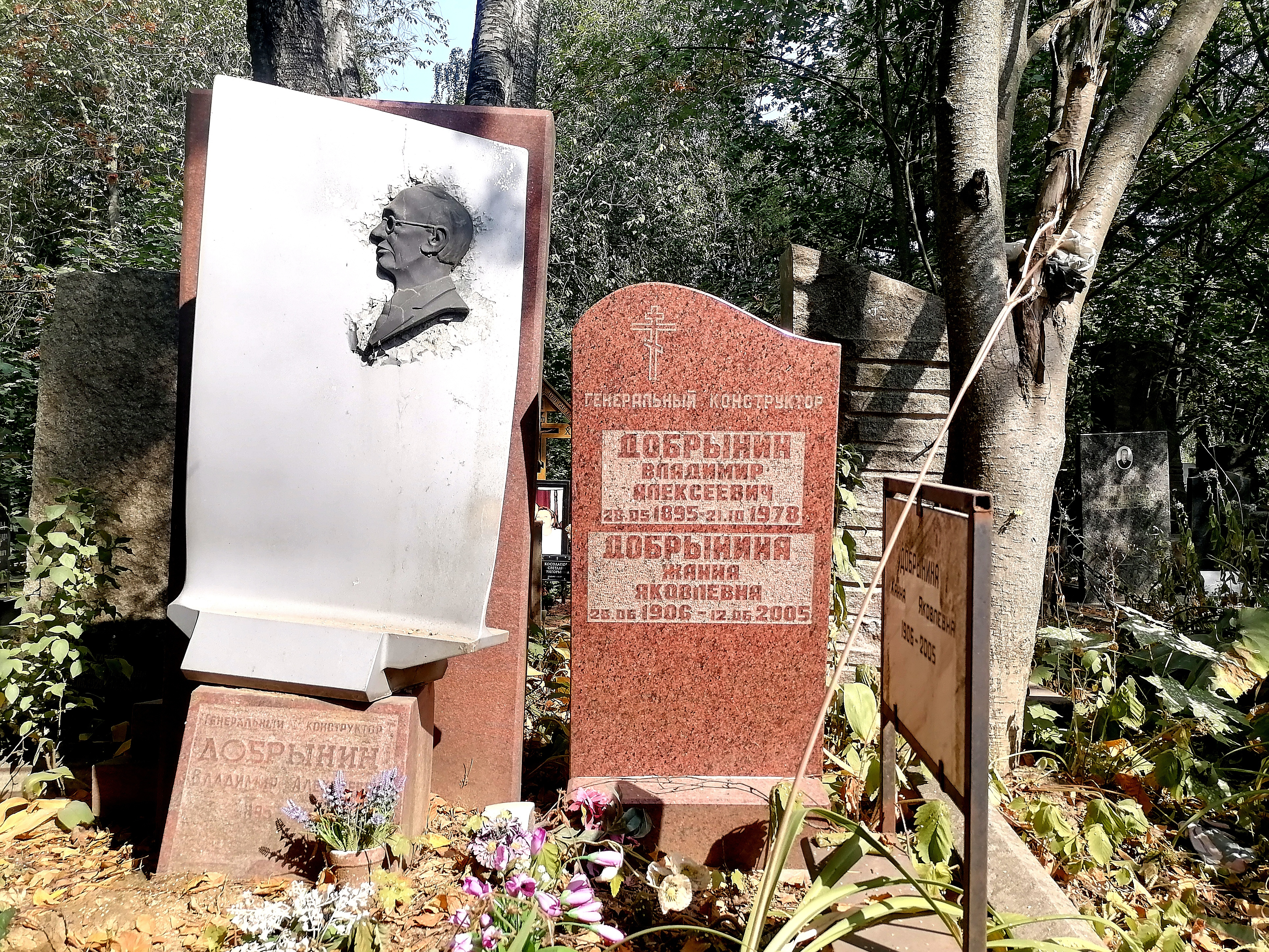
Могила на Кунцевском кладбище

Умер 20 октября 1978 года в Москве. Похоронен на Кунцевском кладбище.

## Награды и премии
- Сталинская премия первой степени (1951) — за работу в области машиностроения.
- орден Ленина
- орден Красной Звезды
- медали